# Ambrogio Catarino Politi
Ambrogio Caterino Politi o Ambrogio Caterino Puliti, al secolo Lancillotto Politi o Puliti (Siena, 1484 – Napoli, 8 novembre 1553) è stato un giurista, teologo e arcivescovo cattolico italiano, appartenente all'ordine domenicano.

## Biografia
Il giurista senese Lancillotto Puliti, fratello dell'altrettanto noto Giovambattista (ricordato quale emerito insegnante di medicina presso l'università di Siena e dotto matematico), fu avvocato concistoriale prima di entrare in quel convento di San Marco, a Firenze, che solo pochi anni prima era stato il quartier generale di Girolamo Savonarola e dove divenne frate domenicano nel 1517, assumendo il nome religioso di Ambrogio Catarino in segno di devozione nei confronti di due illustri domenicani suoi concittadini: il beato Ambrogio Sansedoni e santa Caterina da Siena. Sotto l'iniziale influsso delle opere del Savonarola, esordì come controversista e non fu immune da contrasti anche all'interno del proprio ordine. Dopo essere stato inviato in Francia, operò soprattutto a Napoli frequentando il circolo di artisti e intellettuali radunatosi intorno alla poetessa Vittoria Colonna a Ischia e tenendo rapporti con gli spirituali italiani.
Nel 1520 Politi pubblicò a Firenze l’Apologia pro veritate catholicæ et apostolicæ fldei ac doctrinæ, adversus impia ac pestifera Martini Lutheri dogmata, considerata la sua opera maggiore. L’Apologia del Politi incontrò l’approvazione dell’Aleandro e del cardinal Giulio de’ Medici e il plauso dello stesso papa Leone X che, secondo quanto si diceva, trascorreva diverse ore della sua giornata nella lettura di questo testo. La fama dell’Apologia raggiunse presto la Germania e, grazie a Wenzeslaus Linck, l'opera fu consegnata a Lutero il quale ne diede immediata testimonianza in due lettere allo stesso Linck e a Spalatino. La risposta del riformatore tedesco non si fece attendere. Lutero stese di getto la sua Responsio ad librum eximii magistri nostri, magistri Ambrosii Catharinii, defensoris Silvestri Prieratis, sancendo definitivamente il suo rifiuto di dialogo con il papato, bollato come emanazione diretta del potere diabolico, vera incarnazione dell’Anticristo.
Nominato vescovo di Minori il 27 agosto 1546, nel 1552 Politi partecipò al Concilio di Trento e, il 3 giugno dello stesso anno, fu promosso arcivescovo di Conza. Il suo stemma episcopale è simile a quello dei nobili Caterini di Siena, composto questo di dieci monti posti in piramide con albero di palma in cima accostato da due rose rosse, mentre quello del vescovo Ambrogio Catarino possiede sei monti posti in piramide, con le iniziali A. C. e con il ramo di palma in cima, simbolo del martirio di Santa Caterina d'Alessandria.
Morì di apoplessia, all'età di settant'anni, mentre stava per andare a Roma, chiamato da papa Giulio III che voleva promuoverlo al cardinalato. Il poeta Fausto Sabeo scrisse questi versi in sua lode: Sacrati hoc cineres tumulo: pia ossa quietem assiduos fluctus post maris huius habent. Cuius erant, cernes in caelo nomen astrum, si virtus rupto carcere in astra volat.

## Opere

Ordine dei Frati Predicatori

Autore assai prolifico di testi soprattutto teologici, polemizzò contro i luterani (Compendio d'errori, et inganni luterani, cit.) e contro il calvinista ex francescano Bernardino Ochino (Reprobatione de la dottrina di frate Bernardino Ochino, cit.), trattando problemi allora di particolare attualità come la predestinazione e la grazia (Trattato de la giustificatione de l'huomo nel conspetto di Dio, 1544; De certitudine inhærentis gratiæ. De prædestinatione Dei. De natura peccati originalis. De potentia liberi arbitrii in statu naturæ lapsæ. De desertione ac induratione Dei, 1551), l'immacolata concezione (Disputatio pro veritate immaculatæ conceptionis Beatæ Virginis Mariæ, 1532; Disputatio pro veritate Immaculatæ Conceptionis Beatissimæ Virginis et eius celebranda a cunctis fidelibus festivitate, 1552), il culto dei santi (De certa gloria, invocatione ac veneratione sanctorum, 1542), l'autorità della chiesa cattolica (Apologia pro veritate catholicæ & apostolicæ fidei ac doctrinæ. Adversus impia ac valde pestifera Martini Lutheri dogmata, 1520). Al suo libello l'Anticristo (1521) risponderà Lutero stesso con il pamphlet Passional Christi und Antichristi.

### Argomenti trattati in un solo volume
- Tractatus substitutionum domini, Pavia, Bernardino Garaldi, 1519.
- Commentaria in quinque priora capita Genesis
- Tractatus de accipiendis pueris Judaeorum venientibus ad Baptisimum
- Assertiones 14 pro assertione gratiae ad Concilium tridentinum
- Tractatus de Conceptione B.Virginis, pro eius festivitate a cunctis fidelibus celebranda
- Explicatio summaria opinionum de divina Praedestinatione, Reprobatione ad Synodum Tridentinum
- Pro Praedestinatione Christi Adnotationes in Cajetanum
- De Cultu et adoratione Imaginum, liber unus
- De Veritate incruenti Sacrificii
- Quaestiones, quibus verbis conficitur Eucharistiae Sacramentum
- De Communione sub utraque specie: quaestiones, utrum Sacerdos ratione ordinis, vel jurisdictionis fit minister Sacramenti Penitentiae: quaestio de charactere, per qua Sacramenta imprimatur
- Quaestio de differentia inter Baptisma Christi, Joannis
- Quaestio de Baptismo parvulorum, de existentibus in uteris maternis
- De Matrimonio, quaestiones plures
- De divinis canonicis Scripturis, utrum expediat divinam Scripturam in linguam verti vulgarem
- Quo jure, qua pena heretici plecti debeant
- Defensio doctrinae Ambrosi Politi in quendam falso deferentem eum ad summum Pontificem
- Quibus verbis Sacramentum Eucharistiae conficiatur: Confirmatio Ambrosi Politi contra quendam oppugnatorem
- Interpretatio cap. noni Concilii Tridentini, de justificatione, liber unus

### Altro volume di scritti
- Adversum Martinum Lutherum,  libri quinque
- Claves duae ad aperiendum intelligendumque Scripturas: de providentia, praesentia Dei, liber unus
- De Praedestinatione Dei, libri tres
- De eximia Praedestinatione Christi, libri duo
- De Angelorum bonorum gloria, malorum lapsu, liber unus
- De lapsu hominis, de peccato originali liber unus
- De consumata gloria solius Christi, Beatae Virginis liber unus
- De Immaculata Conceptione Beatae Virginis, libri tres
- De Veneratione Sanctorum, liber unus
- De universali omnium morte, resurrectione, liber unus
- De Veritate Purgatorii, liber unus
- De praemio bonorum, supplicio aeterno, liber unus
- De Statu puerorum absque Sacramento decedentium, liber unus

### Commenti alle Epistole
- Commentaria in Epistolam ad Romanos; in utramque Epistolam ad Corinthios; in Epistolam ad Galatos; in Epistolam ad Ephesios; in Epistolam ad Colossenses; in utramque Epistolam ad Thessalonicenses; in utramque Epistolam ad Timotheum; in Epistolam ad Tisum; in Epistolam ad Philemonem; in Epistolam ad Hebraeos; in omnes Epistolas Canonicas .

### Commenti dedicati a Giulio III
- De Consideratione, judicio praesentium temporum a superseminatis zizaniis in agro Dominico
- Opusculum de caelibatu adversus impium Erasmum
- Excusationis, lib.4
- Quaestiones duae de Verbis, quibus Christus Sanctissimum Eucharistiae Sacramentum confecit  (questa opera fu proibita dal Papa)

## Opere in italiano
- Compendio d'errori, et inganni luterani, contenuti in un libretto, senza nome de l'autore, intitolato "Trattato utilissimo del benefitio di Christo crucifisso", Roma, Cartolari, 1544. In realtà questo è il titolo solo della 1ª parte dell'opera, che è costituita da 3 parti. La 2ª è la Resolutione sommaria contra le conclusioni Luterane, estratte d'un libretto senza nome de l'autore, intitolato "Il sommario de la sacra scrittura"; libretto scismatico, heretico, & pestilente; mentre la 3ª parte è la Reprobatione de la dottrina di frate Bernardino Ochino. Epistola responsiva diretta al magnifico magistrato de Siena.
- Della Reprobazione della Dottrina di Fra Bernardino Ochino e d'alcune conclusioni luterane
- Discorso contra la dottrina, e le Profezie di Fra Girolamo Savonarola.
- Vita di Santa Caterina da Siena del Beato Raimondo da Capua tradotta dal Politi dal latino in volgare.

## Genealogia episcopale
La genealogia episcopale è:
- Vescovo Tito Veltri de Viterbo
- Cardinale Antonio Maria Ciocchi del Monte
- Papa Giulio III
- Arcivescovo Ambrogio Catarino Politi, O.P.